# Н. Маркевичу
«Н. Маркевичу» («Бандуристе, орле сизий!») — вірш Тараса Шевченка, написаний 9 травня 1840 року в Петербурзі до дня іменин Миколи Маркевича. Вірш був покладений на музику і став українською народною піснею.

## Автографи
Збереглася низка автографів твору: чорновий автограф на окремому аркуші (ІЛ); чистовий автограф на окремому аркуші (ЦДАМЛМУ); уривок тексту (рядки 10 — 12) у листі Шевченка до Г. Ф. Квітки-Основ'яненка від 19 лютого 1841 року (ІЛ); чистовий автограф на окремому аркуші (ІЛ); список І. М. Лазаревського кінця 1850-х років з виправленнями Шевченка (ІЛ).

## Датування
Дати в автографах: у чорновому (ІЛ) — «9 мая 1840», у чистовому (ЦДАМЛМУ) — «1840. 9 мая»; у іншому чистовому (ІЛ) — «С.-Петербург. 9 мая 1840 року».
Твір датується дослідниками за цими автографами: 9 травня 1840 року, та місцем написання — С.-Петербург.

## Написання
Вірш написано до дня іменин М. А. Маркевича й перед його від'їздом в Україну. Найраніший відомий текст — чорновий автограф на окремому аркуші. Наступну стадію розвитку тексту відбито в чистовому автографі, що зберігається в ЦДАМЛМУ. Три рядки з тексту Шевченко процитував у листі до Г. Ф. Квітки-Основ'яненка від 19 лютого 1841 року, а 8 грудня 1841 року надіслав через О. О. Корсуна Г. Ф. Квітці-Основ'яненкові остаточно оброблений твір (автограф № 26) разом з баладою «Утоплена», уривком з драми «Невеста» («Песня караульного у тюрьмы») для передачі видавцеві альманаху «Молодик» І. Є. Бецькому. За цим останнім автографом вірш надруковано в альманасі «Молодик» (1843, ч. 2, стор. 108—109). У тексті першодруку є відхилення від автографа в рядку 15 («Одинокий… а Вкраїна!») та рядку 20 («Там синіє море»), що належали, ймовірно, редакторові. З «Молодика» наприкінці 1850-х років вірш переписав І. М. Лазаревський (ІЛ). Переглядаючи список після заслання, Шевченко зробив у вірші «Н. Маркевичу» виправлення в рядку 26. До останнього прижиттєвого видання — «Кобзаря» 1860 року — вірш не включено.

## Публікація
Вперше твір введено до збірки творів у виданні: «Кобзарь Тараса Шевченка / Коштом Д. Е. Кожанчикова» 1867 року — за текстом першодруку. 1907 року чистовий автограф № 26 було виявлено в Рум'янцевському музеї і його відміни від тексту першодруку опубліковано в журналі «Україна» (№ 2, стор. 140—141. Публікація І. Любова).

## Сюжет
Вірш засвідчує симпатію молодого Шевченка до М. А. Маркевича, викликану першими враженнями від спілкування з ним з кінця березня 1840 року і його працями з української історії, фольклору й етнографії. В консервативних переконаннях Маркевича, які міцніли з роками, поет тоді ще не розібрався. Звернення «Бандуристе, орле сизий!» пояснюється тим, що М. А. Маркевич був автором поетичної збірки «Украинские мелодии» (1831), яка містить вірш «Бандурист». Крім того, М. А. Маркевич сам був музикантом-аматором, він подарував поетові свою збірку «Народні українські наспіви, покладені на фортепіано». За своїми мотивами (сирітства, туги за Україною, згадки про її минуле) вірш є типовим для ранньої творчості Шевченка.

## Пісенне виконання
Вірш був покладений на музику і став народною піснею відомою у виконанні Національної заслуженої капели бандуристів України імені Георгія Майбороди, Національного заслуженого академічного українського народного хору України імені Григорія Верьовки, Чоловічої хорової капели України імені Л. М. Ревуцького. Також пісню виконували Українська капела бандуристів імені Тараса Шевченка (аранжування Яків Орлов та Олег Махлай), Канадська капела бандуристів (аранжування Сергій Козак та Яків Орлов), гурти «Бандурна розмова» (Тарас Лазуревич та Олег Созанський), Шпилясті кобзарі, співак Микола Шопша.
1989 року гурт «Зимовий сад» (соліст Олександр Тищенко) з піснею «Бандуристе, орле сизий» (композитор Олександр Тищенко) став лауреатом третьої премії в жанрі рок-музики на фестивалі Червона рута — 1989. Цю пісню на музику Олександра Тищенка також виконала Ірина Білик. Вона увійшла в альбоми Biłyk (польський альбом) (2002) та Білик. Країна (2003).
На музику Олексія Керекеші пісню виконав гурт Фата Моргана, альбом «Кобзар» (1997).